# جهاز تنفيذ مشروعات الإسكان و المرافق
جهاز تنفيذ مشروعات الإسكان و المرافق تأسس سنة 2006 لغرض استكمال المشروعات المستلمة من المناطق و تنفيذ مشروعات إسكان و مرافق عامة جديدة فكلف ببناء ما يزيد عن 200 ألف وحدة سكنية كما كلف بمهام تنفيــــذ مشروعات المرافق الأساسية والمرافق متكاملة وإعادة تأهيل مرفقاتها لكافة مدن وقري ليبيـــا وداخل المخططات

## الشركات التابعة للجهاز
- شركة التنمية العمرانية القابضة كشركة أم تتبعها شركات فرعية مملوكة لها بالكامل هي :

1. الشركة الوطنية للإسكان و المرافق و مقرها طرابلس
2. شركة الجبل الغربي للتنمية العمرانية المساهمة و مقرها جادو
3. شركة البنية لتصنيع مواد البناء و مقرها سبها
4. شركة التنمية للإسكان و المرافق المساهمة و مقرها مصراتة
5. شركة التنمية الوطنية للإنشاءات المساهمة و مقرها بنغازي
6. شركة السمت للاستشارات الهندسية و الأعمال الجيوتقنية و مقرها طرابلس ( مجمدة حاليا )

- الشركات المشتركة و هي :
- الشركة الليبية البرازيلية للتعمير و مقرها طرابلس
- الشركة الليبية السويدية الهندسية و مقرها طرابلس
- الشركة الليبية المتحدة لصناعة الطوب الرملي
- شركة التطوير للتنمية العمرانية المشتركة و مقرها سبها

## المكاتب التابعة
- مكتب طرابلس
- مكتب بنغازي
- مكتب المرج
- مكتب هون
- مكتب جنزور
- مكتب الواحات
- مكتب الجفرة
- مكتب الجفارة
- مكتب الكفرة
- مكتب وادي الحياة
- مكتب مرزق
- مكتب نالوت
- مكتب غات
- مكتب درنة
- مكتب سبها
- مكتب الساحل الغربي
- مكتب الجبل الأخضر
- مكتب طبرق
- مكتب سرت
- مكتب إجدابيا
- مكتب الزاوية
- مكتب وادي الشاطي
- مكتب صبراتة
- مكتب المرقب